# Джейсън Конъри
Джейсън Конъри (на английски: Jason Connery) е британски актьор.
Джейсън Конъри е син на шотландския актьор и продуцент Шон Конъри и жена му Даян Силенто на 11 януари 1963 г. в Лондон. Родителите му се разделят през 1973 г. Първоначално Джейсън посещава училището в Милфилд, а след това частното училище в Гордънстоун като го напуска малко преди завършване, за да се запише в театрална група. Прави значителен прогрес през 1986 г. в британския телевизионен сериал „Робин Худ“. Във филма на Дамиано Дамиани „Влакът“ Конъри участва в една от главните роли.
От 1996 до 2002 г. е женен за актрисата Миа Сара, с която имат един син.